# Cantonul Thiais
Cantonul Thiais este un canton din arondismentul L'Haÿ-les-Roses, departamentul Val-de-Marne, regiunea Île-de-France, Franța.

## Comune
| Comune                   | Populație (1999) | Cod poștal | Cod INSEE |
| ------------------------ | ---------------- | ---------- | --------- |
| Thiais (commune entière) | 28 232           | 94 320     | 94 073    |